# Akademija Nauk
L'Akademija Nauk (in russo Академия Наук) è uno stratovulcano situato nella parte meridionale della Kamčatka, in Russia. Fa parte del gruppo di caldere del Karymskij. La sua altezza è di 1 180 m. Il vulcano porta il nome dell'Accademia delle Scienze dell'URSS.
L'unica eruzione storica conosciuta di natura esplosiva si è verificata il 2 gennaio 1996. Dal cratere nella parte nord-occidentale della caldera sono stati rilasciati in superficie circa 40 milioni di metri cubi di roccia. Il suo cono è quasi completamente distrutto. La parte settentrionale del vulcano è occupata da Karymskij Maar. Il vulcano era precedentemente considerato estinto.